# مسابقات باشگاهی آسه‌آن
مسابقات باشگاهی آسه‌آن یا ای‌سی‌سی که به دلایل حمایت مالی با نام جام شاپی نیز شناخته می‌شود، یک رقابت بین‌المللی فوتبال باشگاهی است که توسط فدراسیون فوتبال آسه‌آن (ای‌اف‌اف) بین باشگاه‌های قهرمان داخلی برگزار می‌شود. این رقابت‌ها (به جز دو دوره اول) توسط ای‌اف‌سی و فیفا حمایت می‌شود.
صلاحیت برای شرکت در این رقابت‌ها برای باشگاه‌های قهرمان از کشورهای وابسته به ای‌اف‌اف است.

## تاریخچه
در سال ۱۹۸۵، اولین مسابقات قهرمانی باشگاه‌ها با نام جام قهرمانان آسه‌آن برگزار شد. این مسابقات به عنوان مرحله مقدماتی جام باشگاه‌های آسیا عمل کرد و بانک بانکوک اولین قهرمان این مسابقات شد.
مسابقات باشگاهی آسه‌آن برای اولین بار در سال‌های ۲۰۰۳ و ۲۰۰۵ به صورت هر دو سال یک بار برگزار شد. اولین دوره این مسابقات توسط ال‌جی الکترونیکس حمایت مالی می‌شد که با نام مسابقات باشگاهی آسه‌آن جام ال‌جی نیز شناخته می‌شد. با این حال، این مسابقات به دلیل کمبود اسپانسر و تداخل با تقویم اصلی کنفدراسیون فوتبال آسیا، مورد توجه قرار نگرفت. برنامه‌هایی برای احیای این مسابقات از اوایل سال ۲۰۱۲ آغاز شد.
احیای این مسابقات اولین بار در سال ۲۰۱۹ پیشنهاد شد اما به دلیل دنیاگیری کووید-۱۹ با مشکل مواجه شد. این مسابقات در آوریل ۲۰۲۴ برای دوره ۲۵–۲۰۲۴ با حامی مالی جدید، شاپی، احیا شد.

## فرمت و مقررات
فرمت مسابقات باشگاهی آسه‌آن همانند ای‌اف‌سی کاپ بود، به این صورت که هر فدراسیون ملی فوتبال در جنوب شرق آسیا، باشگاه قهرمان خود را به نمایندگی از قهرمان لیگ داخلی اعزام می‌کرد. تیم‌های شرکت‌کننده به گروه‌هایی متشکل از چندین تیم تقسیم می‌شدند (بسته به تعداد واقعی تیم‌های شرکت‌کننده در هر گروه)، و هر تیم با سایر تیم‌های گروه به صورت نوبت‌گردشی بازی می‌کرد. تیم‌های اول و دوم هر گروه، بسته به تعداد گروه‌ها، به مرحله یک‌چهارم نهایی یا نیمه نهایی راه می‌یافتند. این فینال‌ها به صورت حذفی در کشور میزبان برگزار می‌شد.

## نتایج
| فصل               | قهرمان          | نتیجه       | نایب قهرمان       | مکان                                             |
| فرمت تک‌بازی       | فرمت تک‌بازی     | فرمت تک‌بازی | فرمت تک‌بازی       | فرمت تک‌بازی                                      |
| ----------------- | --------------- | ----------- | ----------------- | ------------------------------------------------ |
| ۲۰۰۳              | بنگال شرقی      | ۳–۱         | بی‌ای‌سی ترو ساسانا | ورزشگاه گلورا بونگ کارنو, جاکارتا, اندونزی       |
| ۲۰۰۵              | تامپینس روفرز   | ۴–۲         | پاهانگ            | ورزشگاه ملی حسن البلقیه, بندر سری بگاوان, برونئی |
| ۲۰۲۲              | لغو شد          | لغو شد      | لغو شد            | لغو شد                                           |
| فرمت رفت و برگشتی |                 |             |                   |                                                  |
| ۲۵–۲۰۲۴           | بوریرام یونایتد | ۲–۲         | کونگ آن هانوی     | ورزشگاه هانگ دای, هانوی, ویتنام                  |
| ۲۵–۲۰۲۴           | بوریرام یونایتد | ۳–۳ (۳–۲ پ) | کونگ آن هانوی     | ورزشگاه چانگ آرنا, بوریرام, تایلند               |
| ۲۶–۲۰۲۵           |                 |             |                   |                                                  |

## آمار

### باشگاهی
| باشگاه             | قهرمانی | نایب قهرمانی | نیمه نهایی |
| ------------------ | ------- | ------------ | ---------- |
| بنگال شرقی         | ۱       | ۰            | ۰          |
| تامپینس روفرز      | ۱       | ۰            | ۰          |
| بوریرام یونایتد    | ۱       | ۰            | ۰          |
| پاهانگ             | ۰       | ۱            | ۰          |
| بی‌ای‌سی ترو ساسانا  | ۰       | ۱            | ۰          |
| کونگ آن هانوی      | ۰       | ۱            | ۰          |
| پتروکیمیا پوترا    | ۰       | ۰            | ۱          |
| دی‌پی‌ام‌ام           | ۰       | ۰            | ۱          |
| هوانگ آن گیا لای   | ۰       | ۰            | ۱          |
| پی‌اس‌ام ماکاسار     | ۰       | ۰            | ۱          |
| بی‌جی پاتوم یونایتد | ۰       | ۰            | ۱          |
| پراک               | ۰       | ۰            | ۱          |

### کشوری
| کشور    | قهرمانی | نایب قهرمانی | نیمه نهایی |
| ------- | ------- | ------------ | ---------- |
| تایلند  | ۱       | ۱            | ۱          |
| هند     | ۱       | ۰            | ۰          |
| سنگاپور | ۱       | ۰            | ۰          |
| ویتنام  | ۰       | ۱            | ۱          |
| مالزی   | ۰       | ۱            | ۱          |
| اندونزی | ۰       | ۰            | ۲          |
| برونئی  | ۰       | ۰            | ۱          |